# Батушинац
Батушинац је насеље у Србији у општини Мерошина у Нишавском округу. Према попису из 2022. било је 665 становника (према попису из 1991. било је 840 становника).
Овде се налази ФК Младост Батушинац.

## Демографија
У насељу Батушинац живи 667 пунолетних становника, а просечна старост становништва износи 41,7 година (42,3 код мушкараца и 41,1 код жена). У насељу има 202 домаћинства, а просечан број чланова по домаћинству је 4,11.
Ово насеље је великим делом насељено Србима (према попису из 2002. године).
|  |

| Демографија | Демографија | Демографија |
| Година      | Становника  | Становника  |
| ----------- | ----------- | ----------- |
| 1948.       | 863         |             |
| 1953.       | 916         |             |
| 1961.       | 868         |             |
| 1971.       | 844         |             |
| 1981.       | 821         |             |
| 1991.       | 840         | 840         |
| 2002.       | 830         | 831         |
| 2011.       | 856         |             |

| Етнички састав према попису из 2002.‍ | Етнички састав према попису из 2002.‍ | Етнички састав према попису из 2002.‍ | Етнички састав према попису из 2002.‍ | Етнички састав према попису из 2002.‍ |
| ------------------------------------ | ------------------------------------ | ------------------------------------ | ------------------------------------ | ------------------------------------ |
|                                      |                                      |                                      |                                      |                                      |
| Срби                                 | Срби                                 |                                      | 799                                  | 96,26%                               |
| Роми                                 | Роми                                 |                                      | 28                                   | 3,37%                                |
| Црногорци                            | Црногорци                            |                                      | 1                                    | 0,12%                                |
| Хрвати                               | Хрвати                               |                                      | 1                                    | 0,12%                                |
| Бугари                               | Бугари                               |                                      | 1                                    | 0,12%                                |
| непознато                            | непознато                            |                                      | 0                                    | 0,0%                                 |

| Година пописа     | 1948. | 1953. | 1961. | 1971. | 1981. | 1991. | 2002. |
| ----------------- | ----- | ----- | ----- | ----- | ----- | ----- | ----- |
| Број домаћинстава | 117   | 126   | 151   | 182   | 190   | 190   | 202   |

| Број чланова      | 1  | 2  | 3  | 4  | 5  | 6  | 7  | 8 | 9 | 10 и више | Просек |
| ----------------- | -- | -- | -- | -- | -- | -- | -- | - | - | --------- | ------ |
| Број домаћинстава | 17 | 36 | 24 | 41 | 35 | 29 | 12 | 4 | 2 | 2         | 4,11   |

| Пол    | Укупно | Неожењен/Неудата | Ожењен/Удата | Удовац/Удовица | Разведен/Разведена | Непознато |
| ------ | ------ | ---------------- | ------------ | -------------- | ------------------ | --------- |
| Мушки  | 370    | 79               | 247          | 37             | 6                  | 1         |
| Женски | 322    | 43               | 245          | 30             | 3                  | 1         |
| УКУПНО | 692    | 122              | 492          | 67             | 9                  | 2         |

| Пол    | Укупно                    | Пољопривреда, лов и шумарство | Рибарство                            | Вађење руде и камена | Прерађивачка индустрија       |
| ------ | ------------------------- | ----------------------------- | ------------------------------------ | -------------------- | ----------------------------- |
| Мушки  | 200                       | 96                            | 0                                    | 0                    | 40                            |
| Женски | 60                        | 41                            | 0                                    | 0                    | 5                             |
| УКУПНО | 260                       | 137                           | 0                                    | 0                    | 45                            |
| Пол    | Производња и снабдевање   | Грађевинарство                | Трговина                             | Хотели и ресторани   | Саобраћај, складиштење и везе |
| Мушки  | 2                         | 16                            | 11                                   | 1                    | 9                             |
| Женски | 0                         | 0                             | 4                                    | 0                    | 1                             |
| УКУПНО | 2                         | 16                            | 15                                   | 1                    | 10                            |
| Пол    | Финансијско посредовање   | Некретнине                    | Државна управа и одбрана             | Образовање           | Здравствени и социјални рад   |
| Мушки  | 0                         | 5                             | 5                                    | 2                    | 3                             |
| Женски | 0                         | 0                             | 2                                    | 5                    | 1                             |
| УКУПНО | 0                         | 5                             | 7                                    | 7                    | 4                             |
| Пол    | Остале услужне активности | Приватна домаћинства          | Екстериторијалне организације и тела | Непознато            | Непознато                     |
| Мушки  | 3                         | 0                             | 0                                    | 7                    | 7                             |
| Женски | 1                         | 0                             | 0                                    | 0                    | 0                             |
| УКУПНО | 4                         | 0                             | 0                                    | 7                    | 7                             |